# Dyplomacja dolarowa
Dyplomacja dolarowa – określenie specyficznej techniki prowadzenia działań dyplomatycznych. Pojęcie to jest niejednorodne, jako że tym terminem określa się politykę zagraniczną prowadzoną przez Stany Zjednoczone w pierwszej połowie XX wieku (szczególnie w stosunku do krajów Ameryki Łacińskiej), a także działania dyplomatyczne Republiki Chińskiej (Tajwanu) w drugiej połowie XX wieku.

## USA
Określana jako jeden z elementów polityki imperializmu amerykańskiego, dyplomacja dolarowa USA wiąże się z pojęciem republik bananowych. Chodzi tu przede wszystkim o państwa Ameryki Środkowej, które uległy dominacji gospodarczej USA i amerykańskich koncernów (początkowo przede wszystkim United Fruit Company). Za prekursora tej polityki uważa się prezydenta Theodore’a Roosevelta, i jego Rooseveltowskie uzupełnienie do Doktryny Monroe, wydane w 1904 r.
Przez pojęcie to rozumiano przede wszystkim uzależnianie lokalnych rządów i polityków od pieniędzy przekazywanych przez amerykańskie banki i koncerny za zgodą i zgodnie z sugestiami kolejnych amerykańskich rządów. Próby wyzwalania się spod takiej gospodarczej zależności bywały nawet przyczyną interwencji zbrojnej – przykładem jest tu m.in. interwencja w Nikaragui z roku 1912 za rządów prezydenta Williama Howarda Tafta – któremu przypisuje się autorstwo tego określenia. Okres sprawowania przez niego urzędu uważa się za szczyt tej polityki, wspieranej zarówno przez niego, jak i sekretarza stanu Philandera C. Knoxa.
Dyplomacja dolarowa w polityce zagranicznej USA została zarzucona przez prezydenta Woodrowa Wilsona kilka tygodni po jego zaprzysiężeniu.

## Republika Chińska
Dyplomacja dolarowa w przypadku Republiki Chińskiej wynika ze specyficznej sytuacji, w jakiej znajdował (w okresie jej stosowania) i nadal znajduje się ten kraj. Ponieważ pozostaje on w stanie ciągłego konfliktu terytorialnego z Chińską Republiką Ludową, która kontroluje całe Chiny kontynentalne, jego uznanie na świecie jest niewielkie (pozostaje uznawany przez 22 państwa).
Dyplomacja dolarowa w przypadku Republiki Chińskiej polegała na przekonywaniu biedniejszych państw świata do uznania jej, w zamian za pomoc gospodarczą – przykładem może być uznanie RCh w latach 1999-2001 przez Macedonię. W okresie kształtowania się tej polityki było to możliwe o tyle, o ile Tajwan należąc do grona azjatyckich tygrysów był bardziej otwarty gospodarczo na świat, niż o wiele większe, ale stosunkowo zacofane i izolowane gospodarczo Chiny Ludowe.
Efektywność polityki dolarowej Republiki Chińskiej słabła w miarę coraz większego rozwoju potencjału gospodarczego ChRL i jej otwierania się na rynki światowe, gdyż stosunki handlowe z potężnymi Chinami okazywały się bardziej opłacalne od pomocy gospodarczej Tajwanu. Z czasem zdarzały się sytuacje wykorzystywania i defraudowania funduszy przeznaczonych na taką pomoc (m.in. defraudacja 30 mln dolarów przeznaczonych na nieudane pozyskanie uznania Papui-Nowej Gwinei), co powodowało odejście od tej techniki szukanie innych, mniej kontrowersyjnych i bardziej skutecznych rozwiązań. Prezydent Ma Ying-jeou, wybrany w maju 2008 roku ogłosił ostateczne zarzucenie tego typu polityki jako nieskutecznej.